# Edo Roos Lindgreen
Edo Erik Ole (Edo) Roos Lindgreen (1965) is een Nederlands hoogleraar aan de Universiteit van Amsterdam.

## Biografie
Lindgreen promoveerde in 1996 aan de Technische Universiteit Delft op A sense of secureness, over de beveiling van IT-systemen, een onderwerp waar hij zich vanaf toen steeds mee bezig zou houden. In 1996 trad hij in dienst van KPMG waar hij in 2001 partner werd. In 1998 werkte hij mee aan Bewaar me. Liber amicorum voor Prof. dr. I.S. Herschberg (1928-1998) die nog datzelfde jaar overleed. Per 1 maart 2002 werd bij benoemd tot gewoon hoogleraar IT en auditing aan de UvA; zijn inaugurele rede sprak hij uit op 16 oktober 2002 onder de titel Over informatietechnologie, accountancy en informatiebeveiliging.  In 2005 werkte hij mee aan het boek Grondslagen IT-auditing, en in 2006 aan IT-auditing en de praktijk (2011). Op eigen verzoek vroeg hij per 1 december 2012 ontslag uit zijn hoogleraarsambt. Op 10 april 2017 werd hij opnieuw aan de UvA benoemd, nu als gewoon hoogleraar Data science in auditing. Hij is van 1996 tot 2017 tevens in dienst geweest van KPMG.